# Vecteur de mouvement

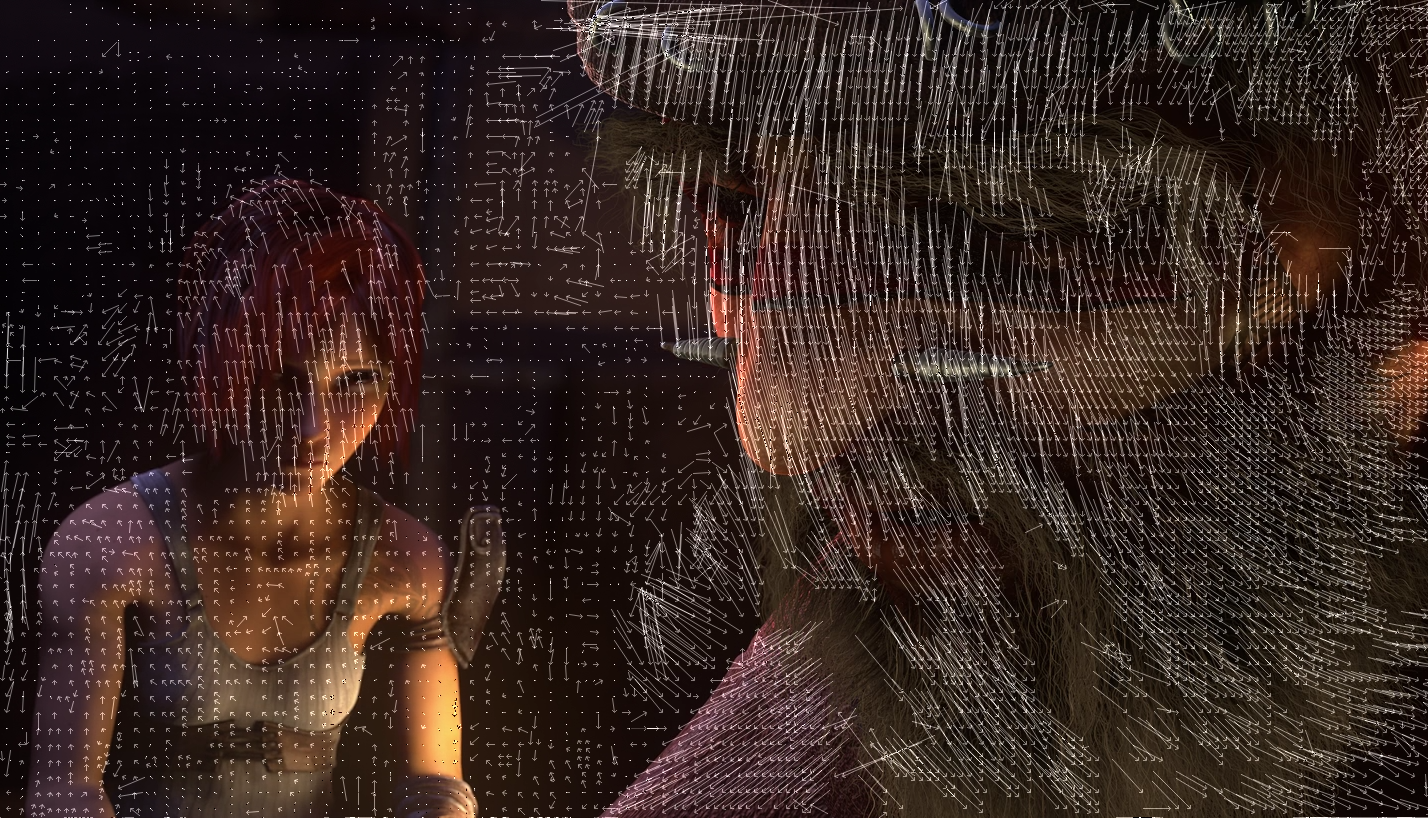
Visualisation des vecteurs de mouvement prédits vers l'avant d'une image P (option mplayer "-lavdopts vismv=1") dans "Sintel", 1080p. Le mouvement de rotation de la tête vers le bas du personnage de premier plan est visible, comme

Le vecteur de mouvement est un élément clé en compression vidéo et plus particulièrement dans l'algorithme de l'estimation de mouvement. Il s'agit d'un vecteur qui représente le mouvement d'un macrobloc ou d'un simple bloc d'une image source depuis une image passée ou future de la séquence vidéo que l'on appelle aussi image de référence. Le bloc ciblé dans l'image de référence n'a pas obligatoirement le même contenu que le bloc source, il suffit qu'il soit très proche et qu'il réponde au mieux aux mesures d'évaluations utilisées pour définir le meilleur des blocs cibles. Le vecteur de mouvement sera utilisé pour l'encodage du bloc source et également utilisé pour la prédiction temporelle des images suivantes.
Dans la norme H.264, le vecteur de mouvement est défini comme un vecteur bidimensionnel utilisé pour la prédiction inter qui fournit un offset à partir des coordonnées dans l'image décodée vers les coordonnées dans l'image de référence,.